# Orchidee nere (raccolta)
Orchidee nere (titolo originale Black Orchids) è un volume di Rex Stout che raccoglie due romanzi brevi con protagonista Nero Wolfe, e pubblicato per la prima volta negli Stati Uniti nel 1942 presso Farrar & Rinehart.

## Contenuto
- Orchidee nere (1941)
- Cordialmente invitati a incontrare la morte (1942)

## Edizioni
- Rex Stout, Orchidee nere, collana I Classici del Giallo n. 599, Arnoldo Mondadori Editore, 1990.